# 하이펠트저빌
하이펠트저빌(Gerbilliscus brantsii)은 황무지쥐아과에 속하는 설치류의 일종이다. 앙골라와 보츠와나, 레소토, 나미비아, 남아프리카공화국, 에스와티니, 잠비아, 짐바브웨에서 발견된다. 자연 서식지는 건조 사바나 지역과 온대 관목 지대, 아열대 또는 열대 기후 지역의 건조 관목 지대, 온대 초원 그리고 온대 사막 지대이다. 넓은 분포 지역에서 흔하게 발견되는 종으로 국제 자연 보전 연맹이 보전 등급을 "관심대상종"으로 분류하고 있다.